# 酒ソムリエ・オブ・ザ・イヤー
酒ソムリエ・オブ・ザ・イヤー（さけソムリエ・オブ・ザ・イヤー）は酒ソムリエ協会によって毎年ロンドンで開催され、日本国外で行われる酒ソムリエのコンテストとしては世界初である。このコンテストでは最も優れた酒ソムリエが選出され、それは同時に、その酒ソムリエ及び所属する団体の価値評価の向上に期待できるものになる。2013年の第1回目はヨーロッパやアジア、中東から50人を超える酒ソムリエが集まり、2015年には日本酒文化発展への献身を称えさらなる貢献を促すために「ヤング・酒アンバサダー」と「酒アンバサダー」の2賞が新たに追加された。

## 審査プロセス
酒ソムリエ・オブ・ザ・イヤーはすべての飲食業界関係者や酒ソムリエ、及び専門家に応募資格がある。
応募登録後一次の書類審査が郵送され、最終的にその中から3名がファイナリストとしてコンテストの最終審査に臨む。そこでは知識、内容物が見えない状態でのテイスティング、料理とのマッチング、サービスの実技、これまでの日本酒業界への貢献度などが総合的に評価される。

## 酒ソムリエ・オブ・ザ・イヤー審査員
酒ソムリエ・オブ・ザ・イヤーの審査員は酒ソムリエ協会の創設者を含め、業界でも最も経験豊富で革新的な人物かつ、受賞歴があり周囲からその権威を認められた人物が国籍問わず選ばれる。

## 受賞者
酒ソムリエ・オブ・ザ・イヤーは1年ごとに開催され、スポンサーとして世界で最も歴史ある家族経営企業の一つである月桂冠がついている。
第1回（2013年11月11日）Westbury Hotel
Rajan Rengasamy ：Spinneys、ワイン卸売、酒ソムリエ：アラブ首長国連邦
第2回（2014年11月24日）Westbury Hotel
Noel Pusch：Zuma Abu Dhabi
第3回（2015年11月23日）Millennium Hotel, Knightsbridge
Miguel A. Hernandez：Kouzu
第4回（2016年11月21日）Millennium Hotel, Knightsbridge
Venkadesh Thanga Mariappa： Bonnington Jumeirah Lakes Tower Hotel：アラブ首長国連邦
第5回（2018年5月20日）Millennium Hotel, Knightsbridge
Joshua Kalinan Sinnathamby：シンガポール航空：シンガポール
第6回（2019年10月25日予定）マレーシア、クアラルンプールで開催予定

## ヤング酒アンバサダー
「ヤング酒アンバサダー」は毎年のコンテストで授与される賞の一つ。受賞対象者は18 - 30歳までで過去に日本酒経験を持たない者、所属団体または世界的な日本酒業界の発展に対して、優れた興味関心、情熱、世界における日本酒産業への貢献意欲が認められた者とされている。
この賞を贈る目的は、日本酒業界に新しい風を吹き込むことであり、この賞に選ばれた者は酒ソムリエ協会と共に日本酒のプロモーション活動に従事することが期待される。

## 酒アンバサダー
2年に1度授与される賞で、日本酒業界に対する傑出した貢献を表彰するために贈られる。受賞者は主に日本酒に関わる国際活動や、国内での日本酒教育や品評に従事していく。